# Bingawan
Bingawan es un municipio filipino de quinta clase, perteneciente a la provincia de Iloílo, en las Bisayas Occidentales. En 2020, tenía censados 16 164 habitantes.